# وزارت دولت در امور صلح
وزارت دولت در امور صلح وزارتخانه‌ای در افغانستان است که در سال ۱۳۹۸ به هدف برپایی صلح در افغانستان تأسیس شد. سعادت منصور نادری، که قبلاً به عنوان وزیر شهرسازی و مسکن کار کرده بود، در سال ۲۰۲۰ میلادی به توافق رییس جمهور اشرف غنی و دکتر عبدالله عبدالله، رییس شورای عالی مصالحه، به عنوان وزیر دولت در امور صلح معرفی گردید. 
وزارت دولت در امور صلح یکی از ارگانهای مهم دولت افغانستان در امور گفتگوهای صلح با گروه طالبان در قطر بود. این وزارت مسوولیت دبیرخانه این گفتگوها را به عهده داشت. هیات مذاکره کننده جانب حکومت و مردم افغانستان ۲۲ نفر از مردان و زنانی بودند که از سوی رهبران سیاسی و احزاب مقتدر در افغانستان انتخاب شده بودند. این هیات طی حدود نزدیک به یک سال در شهر دوحه، قطر با هیات طالبان گفتگو کردند، اما این گفتگوها نتیجه نداد و در پانزدهم اگست سال ۲۰۲۱، نظام جمهوریت از هم پاشید و طالبان وارد کابل شدند. 